# Maor Zinger
Maor Zinger (n. 24 aprilie 1973, Kfar Saba, Israel) este un om de afaceri israelian care este unul dintre cei mai bogați oameni din Brașov.
A început să facă afaceri în România încă din prima parte a anilor '90, intrând în afacerile imobiliare în 1997.
Deține la Brașov centrele comerciale Eliana Mall și Brintex, în zona Bartolomeu.
A mai cumpărat terenuri bloc de la companiile Lubrifin, Romradiatoare sau Colorom Codlea, care și-au mutat producția în afara orașului.